# Per Kaalund
Per Kaalund (født 26. juni 1937 i Hjørring) er en dansk tidligere politiker fra Socialdemokratiet. Han var amtsborgmester i Københavns Amt 1. april 1974 til 31. december 1993, og folketingsmedlem for Københavns Amtskreds fra 21. september 1994 til 13. november 2007.
Kaalund er søn af en læge og en jordemoder, og tog edb-uddannelse ved Kommunedata i perioden 1956-1959. Han startede sin politiske karriere som formand for Socialdemokratiet i Brøndbyøster 1967-70, og medlem af kredsbestyrelsen i Hvidovrekredsen fra 1967. Kaalund var medlem af Brøndby Kommunalbestyrelse 1970-74, og viceborgmester 1972-74. Han sad i amtsrådet i Københavns Amt 1970-93, heraf 1974-93 som amtsborgmester, og i Hovedstadsrådet 1974-89.
Han var partiets kandidat i Hvidovrekredsen fra 1991 til 2007. Kaalund var Socialdemokratiets forsvarspolitisk ordfører 2000-2007. Han var formand for Udvalget til Forsvarets Oplysnings- og Velfærdstjeneste 2001, og medlem af NATO Parliamentary Assembly 2002.
Han var medlem af Civilforsvarskommissionen 1976-93, af Øresundsrådet 1978-93 og af Øresundskomiteen 1993-94. Kaalund sad i en række bestyrelser, bl.a. for Hovedstadens Udviklingsråd 1990-94. Han var formand for museet Arken 1991-93, for Team Danmark 1985-93, for Pensionskassen for Sygeplejersker, og for PKA 1986-94. Kaalund sad i bestyrelsen for Kommunernes Pensionsforsikring A/S 1986-90 og Højvangsseminariet fra 1993. Han var formand for Højvangsseminariet fra 1996, og for Pædagogseminariernes Bestyrelsesforening 1993-95. Kaalund sad i repræsentantskabet for Realkredit Danmark A/S fra 1991.
Han sad i bestyrelsen for Amtsrådsforeningen 1974-94, for Sygehusrådet 1974-79, for Sygesikringens Forhandlingsudvalg 1978-79, for Den Kommunale Momsfond 1982-86, for Landsarbejdsnævnet 1982-83, for Rigshospitalet 1981-83 og for Kommunernes Lønningsnævn 1983-94. Kaalund var for Amtsrådsforeningen 1979-86 og igen 1989-94. Han var medlem af Socialdemokratiets kommunaludvalg 1979-86 og i samme periode af partiets social- og sundhedsudvalg. Kaalund sad i repræsentantskabet for Europæiske Kommuners og Regioners Råd (CEMR) 1989-94, Europarådets Kongres af Regionale og Kommunale Myndigheder 1974-94 og for EU's Regionalråd 1994, og vad medlem af Europarådet 1995.